# Grzegorz Dziemidowicz
Grzegorz Dziemidowicz (ur. 20 lutego 1943 w Warszawie) – polski orientalista, archeolog, dziennikarz i dyplomata, ambasador RP w Egipcie i Sudanie (1994–1999) oraz w Grecji (2001–2005).

## Życiorys
Ukończył studia w zakresie egiptologii w Instytucie Orientalistycznym Uniwersytetu Warszawskiego oraz Podyplomowe Studium Dziennikarstwa UW.
Po ukończeniu studiów, w latach 1966–1968 uczestniczył w misjach archeologicznych w Egipcie i Sudanie. Od 1969 pracował jako dziennikarz w Polskim Radiu. W latach 1986–1988 współpracował z polskim przedsiębiorstwem Dromex w Libii. Na przełomie lat 80. i 90. był redaktorem, a następnie szefem działu zagranicznego w Wiadomościach TVP.
Od 1991 pracował w strukturach Ministerstwa Spraw Zagranicznych. W latach 1991–1994 był rzecznikiem prasowym i wicedyrektorem gabinetu ministra. Od 1994 pełnił funkcję Ambasadora RP w Kairze, akredytowanego również w Sudanie. Po powrocie do Polski w 1999 objął stanowisko dyrektora Departamentu Systemu Informacji MSZ. W latach 2000–2001 był ponownie rzecznikiem prasowym Ministerstwa. Od 2001 do 2005 kierował polską placówką dyplomatyczną w Atenach. W latach 2006–2007 był dyrektorem Akademii Dyplomatycznej MSZ.
Wykłada na Uniwersytecie Civitas w Warszawie i na Wydziale Nauk Humanistycznych Uniwersytetu Kardynała Stefana Wyszyńskiego.